# هاري برادشو
هاري برادشو (بالإنجليزية: Harry Bradshaw)‏، من مواليد 1854 في إنجلترا، وتوفي في 1924، ومدرب كرة قدم إنجليزي سابق.
و قد درب نادي بيرنلي في 1896 وحتى عام 1899، وفي عام 1899 درب نادي آرسنال، ودربهم حتى عام 1904، وفي عام 1904 درب نادي فولهام، ودربهم حتى عام 1909.